# Цвајбрикен
Цвајбрикен град је у Немачкој, у савезној држави Рајна-Палатинат. По подацима из 2008. у граду је живело 34.525 становника. Посједује регионалну шифру (AGS) 7320000.

## Географски и демографски подаци
Град се налази на надморској висини од 300 метара. Површина општине износи 70,6 .

## Становништво
У самом граду је, према процјени из 2010. године, живјело 34.525 становника. Просјечна густина становништва износи 489 становника/.

## Међународна сарадња
| Мјесто        | Држава    | Врста сарадње | Од    |
| ------------- | --------- | ------------- | ----- |
| Округ Јорк    | САД       | партнерство   | 1978. |
| Булоњ сир Мер | Француска | партнерство   | 1959. |
| Бари          | Канада    | партнерство   | 1996. |
| Пилишверевшар | Мађарска  | контакт       | 2000. |
| Извор         |           |               |       |